# Prašina s puta
Prašina s puta peti je studijski album splitske glazbenice Meri Cetinić, kojeg 1983. godine objavljuje diskografska kuća Jugoton.
Materijal za album sniman je u studiju "Antesonic", Arnhem, Nizozemska. Producent, aranžer i snimatelj bio je Ante Cetinić. Album je postigao zlatnu nakladu i 1984. godine proglašen je albumom godine za najboljeg ženskog izvođača na području bivše Jugoslavije.

## Popis pjesama

### A strana
1. "Nina - nana"	(4:15)
2. "Prašina s puta" (3:45)
3. "Ponekad piši" (3:30)
4. "Ogrni me" (3:25)
5. "Što ti znaš o srcu" (3:35)

### B strana
1. "Pomozi mi" (3:35)
2. "Otići ću noćas" (4:10)
3. "Treba uvijek poći dalje" (3:50)
4. "Živjela ljubav" (3:50)

## Hitovi s albuma
Album je završio na #1 prodaje u 1983., a najviše dosegnuto mjesto u 1984. bilo je #2, odmah iza albuma Čuvaj se grupe Denis & Denis. 
Najveći hitovi s ovog albuma bila je naslovna pjesma, odnosno singl "Prašina s puta", koja je u jesen 1983. završila na #1 prodaje, a hit sa Splita 1983. godine "Živjela ljubav" objavljen kao singl završila je na #12 prodaje.

## Izvođači
- Meri Cetinić - Svi vokali, akustični glasovir
- Ante Cetinić - PPG "WAVE2.2" digital polyphonic sintisajzer, digitalni kompijutorski bubnjevi, akustična, električna i bas-gitara

### Produkcija
- Producent - Ante Cetinić
- Dizajn - Ante Matić
- tekst - Jakša Fiamengo (skladbe: A1 do A3, A5, B1, B3), Krsto Juras (skladbe: A4, B2)
- Glazba - Meri Cetinić - (skladbe: A3, A4, B2, B3), Zdenko Runjić (skladbe: A1, A2, A5, B1)
- Fotografija - Ivica Jakić

## Vanjske poveznice
- Službene stranice Meri Cetinić - Recenzija albuma